# Trần Diễn (nhà Minh)
Trần Diễn (chữ Hán: 陈演, ? – 1644), tự Phát Thánh, hiệu Tán Hoàng, người Tỉnh Nghiên ,   một trong những Nội các thủ phụ thời Sùng Trinh cuối đời Minh.

## Tiểu sử
Ông nội là Trần Hiệu, thời Minh Thần Tông tham gia chiến tranh Nhâm thìn, làm Ngự sử giám chinh Uy quân, mất ở Triều Tiên, được tặng Quang lộc khanh. Năm Thiên Khải thứ 2 (1622) thời Minh Hy Tông, Diễn đỗ tiến sĩ, được gia nhập Hàn lâm viện, làm Thứ cát sĩ, thụ chức Biên tu. Thời Sùng Trinh, Diễn đã trải qua các chức vụ: Thiếu chiêm sự, Chưởng Hàn Lâm viện, Trực giảng diên. Tháng giêng ÂL năm Sùng Trinh thứ 13 (1640), Diễn được thăng làm Lễ bộ hữu thị lang, Hiệp lý chiêm sự phủ. 
Tháng 4 ÂL năm ấy, Diễn đối đáp vừa ý Sùng Trinh đế, được thăng làm Lễ bộ tả thị lang kiêm Đông các đại học sĩ, tiến vào Nội các. Năm thứ 14 (1641), Diễn được thăng làm Lễ bộ thượng thư, đổi làm Văn Uyên các đại học sĩ. Năm thứ 15 (1642), Diễn nhờ trấn áp nghĩa quân ở Sơn Đông, được gia hàm Thái tử thiếu bảo, đổi làm Hộ bộ thượng thư, Vũ Anh điện đại học sĩ. Tháng 5 ÂL năm thứ 16 (1643), Diễn được thay Chu Duyên Nho làm Thủ phụ của Nội các. Tháng giêng ÂL năm sau (1644), Diễn có kết quả khảo sát tốt, được gia Thiếu bảo, đổi làm Lại bộ thượng thư, Kiến Cực điện đại học sĩ. 
Tháng 2 ÂL cùng năm, nghĩa quân Lý Tự Thành uy hiếp kinh thành, Diễn xin từ chức, Sùng Trinh đế đồng ý. Tháng 3 ÂL, nghĩa quân chiếm được thành, Diễn bị giam trong doanh trại của tướng nghĩa quân là Lưu Tông Mẫn. Sử cũ chép: nhờ giao nộp rất nhiều bạc, Diễn được tha chết; dã sử chép: tên đầy tớ của Diễn oán chủ, tố cáo với nghĩa quân nơi ông chôn giấu kho tàng, khiến nghĩa quân tức giận, tra tấn ông rất tàn bạo. Ngày 12 tháng 4 ÂL, Lý Tự Thành rút chạy khỏi Bắc Kinh, e ngại quan viên nhà Minh sẽ là hậu hoạn, bèn giết sạch bọn họ, Diễn cũng bị hại.  

## Tính cách
Diễn kém tài, ít học, nhưng khéo thiết lập quan hệ. Mới gia nhập Hàn Lâm viện, Diễn đã cấu kết với hoạn quan. Nhờ hoạn quan dò biết câu hỏi, Diễn trả lời vừa ý hoàng đế, được gia nhập Nội các.  Về sau Diễn thay Chu Duyên Nho làm thủ phụ, nhờ hoạn quan súc siểm với hoàng đế, đuổi khéo Vương Ứng Hùng – đồng minh chánh trị của Duyên Nho. 
Diễn tính hèn hạ, lại cay nghiệt; ghét Phó đô ngự sử Phòng Khả Tráng, Hà Nam đạo Trương Huyên không ăn cánh với mình, gièm pha với Sùng Trinh đế, đẩy họ vào ngục. 

## Đánh giá
Diễn thay Chu Duyên Nho làm Nội các thủ phụ, trở thành người được Sùng Trinh đế tín nhiệm nhất, quan viên trong triều kéo nhau nương tựa ông. Nhưng đương lúc nước nhà nguy cấp, Diễn chẳng những không đóng góp gì cho chánh sự, mà còn vơ vét tài sản cho riêng mình,  tìm cách xoa dịu hoàng đế cho qua mọi việc. 
Nghĩa quân Lý Tự Thành ngày càng đến gần Bắc Kinh, mọi người đề nghị Ngô Tam Quế ở mặt bắc lui về hỗ trợ, Diễn kiên trì phản đối. Đến khi tình hình nguy ngập, Sùng Trinh đế đồng ý gọi Ngô Tam Quế, Diễn không an lòng, xin từ chức, mà đế vẫn u mê, đãi ngộ ông trọng hậu.  Đến khi quan viên đua nhau kể tội Diễn, đế mới tỉnh ngộ. 
Diễn đã rời chức, nhưng chưa thể rời khỏi kinh thành, vì khối tài sản trong nhà quá lớn, bỏ lại thì đáng tiếc, chuyển đi thì e ngại khắp nơi loạn lạc. Cứ lần lữa mãi cho đến khi nghĩa quân tiến vào Bắc Kinh, Diễn trở thành tù nhân, hối hận đã muộn.   Dã sử kể rằng vào lúc kinh thành thất thủ, Diễn ảo tưởng vẫn được an lành sau khi nhà Minh sụp đổ. 